# 18028 Рамчандані
18028 Рамчандані (18028 Ramchandani) — астероїд головного поясу, відкритий 18 травня 1999 року.
Тіссеранів параметр щодо Юпітера — 3,572.